# Kunjila, Madikeri
Kunjila là một làng thuộc tehsil Madikeri, huyện Kodagu, bang Karnataka, Ấn Độ.